# IS-4
IS-4 (Objekt 701) byl sovětský těžký tank z 40. let 20. století, který se měl stát protiváhou německého tanku PzKpfw VI B Königstiger a současně nástupcem tanku IS-2.

## Vývoj
Vývoj byl zahájen v létě roku 1943, v čeljabinském tankovém závodě, tedy ještě o něco dříve než vývoj tanku IS-3.
Tank vznikl čistě jako iniciativa závodu a byl vyvíjen v přísném utajení a to i před nadřízenými ze strany velení Rudé armády. Důvodem tohoto utajení byla obava z okamžitého zákazu dalšího vývoje a zrušení celého projektu. Tank totiž nezanedbatelně překračoval direktivu o hmotnosti nově vyvíjených tanků, která měla činit maximálně 46 tun. První prototyp byl vyroben v roce 1944 a ve stejném roce byly provedeny zkoušky odolnosti proti sovětským i německým dělostřeleckým zbraním různých ráží. IS-4 v nich prokázal vyšší odolnost než tank IS-2.
IS-4 byl do výzbroje Rudé armády schválen v dubnu 1946, ale první kusy byly vyrobeny a dodány armádě až roku 1947. Důvodem byly počáteční potíže (hlučnost motoru, ventilace věže, nedostatečný výkon motoru), které si vyžádali řadu výrobních změn.

## Konstrukce
IS-4 byl těžce pancéřovaný tank, jehož pancíř byl v nejsilnějším místě, tedy na přední části odlévané věže, silný 250 milimetrů. Věž měla proměnlivou tloušťku, její boky byly silné 200 milimetrů, zadní část pak 170 milimetrů a byla usazena v přední části trupu. Svou nízkou siluetou navazuje na svého předchůdce IS-2, oproti kterému je ale ještě o téměř půl metru nižší.
Korba tanku byla svařena ze silných pancéřových plátů o tloušťce od 100 do 160 milimetrů, které byly svařeny pod ostrými úhly, což dále zvyšovalo odolnost tanku.
Jako pohonná jednotka sloužil dieselový dvanáctiválec V-12 o výkonu 750 koní, který měl teoreticky dovolovat dosáhnout maximální rychlost 43 km/h. Nedostačující objem vnitřních palivových nádrží tanku doplňovaly vnější palivové nádrže upevněné po stranách zadní části korby. Ovšem ani tato dodatečná zásoba paliva nedovolovala dojezd o mnoho větší, než 200 km a při jízdě v terénu, tedy při spotřebě kolem 650 l/100 km se tato vzdálenost ještě rapidně snížila.
Hlavní výzbroj tanku tvořil osvědčený tankový kanón D-25T o ráži 122 milimetrů. Tento kanón byl schopen probít 145 milimetrů pancíře na vzdálenost jednoho kilometru. Kanón vycházel z polního děla A-19 a používal s ním shodnou, dělenou munici. Jeho slabinou bylo, vzhledem k velikosti nábojů, malé množství vezené munice, které činilo pouhých 30 nábojů. Sekundární výzbroj pak tvořily dva velkorážné kulomety DŠK ráže 12,7 milimetrů. Jeden byl spřažen s kanónem tanku a druhý umístěn v otočném věnci na střeše vozidla.

## Výroba a nasazení
IS-4 byl vyráběn až do roku 1949, kdy byla jeho výroba zastavena z důvodu vysoké finanční náročnosti a Sovětský svaz se poté soustředil na výrobu nepoměrně levnějšího stroje IS-3 a vývoj jeho následovníků řady IS (IS 5 až IS 9). Celkem bylo vyrobeno 219 kusů (wiki uvádí 250) IS-4.
Většina strojů sloužila na dálném východě, konkrétně u hranic s Koreou v době krize kolem korejské války a poté při hranicích s Čínou tvořených řekami Amur a Ussuri, kde nakonec sloužily jako statické pevnůstky.
Do dnešních dnů se dochovaly pouze dva stroje IS-4. Jeden je umístěn v tankovém muzeu Kubinka u Moskvy a druhý stojí, spolu s několika dalšími stroji v dálněvýchodním městě Čita, ležícím v Zabajkalském kraji.

## Objekt 245
Mimo tanku IS-4 Objekt 701 existoval i shodně označený tank továrního značení Objekt 245, což byl IS-2 vyzbrojený kanónem D-10T ráže 100mm. Tento stroj, vyvinutý v Leningradu, se nikdy nedostal do sériové výroby.